# Bakalan (Purwosari)
Bakalan is een bestuurslaag in het regentschap Pasuruan van de provincie Oost-Java, Indonesië. Bakalan telt 4951 inwoners (volkstelling 2010).